# Alfred De Bruyne
Alfred De Bruyne (Berlare, 21 d'octubre de 1930 - Seillans, França, 7 de febrer de 1994), també conegut com a Fred De Bruyne, va ser un ciclista belga que fou professional entre 1953 i 1961.
En el seu palmarès destaquen tres edicions de la Lieja-Bastogne-Lieja (1956, 1958, 1959), una Milà-Sanremo (1956), una París-Roubaix (1957), un Tour de Flandes (1957) i una París-Tours (1957) com a títols més rellevants. En les curses per etapes va destacar a la París-Niça, on guanyà les edicions de 1956 i 1958. Al Tour de França aconseguí sis victòries d'etapa, tres el 1954 i tres més el 1956. Entre 1956 i 1958 va guanyar la Challenge Desgrange-Colombo, el precursor del Super Prestige Pernod, substituït posteriorment per la llista de punts de la classificació UCI.
Una vegada retirat va escriure diversos llibres sobre alguns dels ciclistes belgues més importants de la seva època i va exercir de director esportiu i comentarista a la BRT de 1961 a 1977. Acabà sent el portaveu de l' equip de ciclisme Panasonic.
El 1988 es va retirat i es va traslladar a viure amb la seva dona a la Provença. Sis anys més tard, el febrer de 1994, De Bruyne va morir d'un atac de cor després d'una llarga malaltia.

## Palmarès
- 1953
  - Vencedor d'una etapa del Circuit de les 6 províncies
- 1954
  - 1r del Critèrium de Flandes Oriental
  - Vencedor de 3 etapes al Tour de França
  - Vencedor d'una etapa del Circuit de les 6 províncies
- 1955
  - 1r del Circuit del Centre de Bèlgica
  - 1r del Gran Premi de Lede
  - Vencedor d'una etapa de A través de Bèlgica
  - Vencedor d'una etapa del Tour del Sud-est
- 1956
  - Campió de la Challenge Desgrange-Colombo
  - 1r de la Milà-Sanremo
  - 1r de la Lieja-Bastogne-Lieja
  - 1r de la París-Niça i vencedor de 2 etapes
  - 1r del Critèrium d'Alost
  - Vencedor de 3 etapes al Tour de França
- 1957
  - Campió de la Challenge Desgrange-Colombo
  - 1r de la París-Roubaix
  - 1r del Tour de Flandes
  - 1r de la París-Tours
  - 1r de la Sàsser-Càller
  - 1r del Critèrium de Gembloux
  - 1r dels Sis dies de Gant, amb Rik van Steenbergen
  - Vencedor d'una etapa de la Roma-Nàpols-Roma
- 1958
  - Campió de la Challenge Desgrange-Colombo
  - 1r de la Lieja-Bastogne-Lieja
  - 1r de la París-Niça
  - 1r del Critèrium Maison-Lousteau
  - 1r del Critèrium de Gant darrere derny
  - 1r del Critèrium de Brussel·les darrere derny
- 1959
  - 1r de la Lieja-Bastogne-Lieja
  - 1r del Critèrium d'Offin
  - 1r del Critèrium de Mondovi
  - 1r dels Sis dies de Gant, amb Rik van Steenbergen
- 1960
  - 1r del Critèrium de Zedelgem darrere derny
- 1961
  - 1r de la Kuurne-Brussel·les-Kuurne

### Resultats al Tour de França
- 1953. 52è de la classificació general
- 1954. 36è de la classificació general i vencedor de 3 etapes
- 1955. 17è de la classificació general
- 1956. 20è de la classificació general i vencedor de 3 etapes
- 1957. Abandona (10a etapa)
- 1959. 30è de la classificació general

### Resultats al Giro d'Itàlia
- 1958. 16è de la classificació general